# Protapanteles maculitarsis
Protapanteles maculitarsis är en stekelart som först beskrevs av Cameron 1905.  Protapanteles maculitarsis ingår i släktet Protapanteles och familjen bracksteklar. Inga underarter finns listade i Catalogue of Life.